# Parafia Matki Boskiej Częstochowskiej w Bostonie
Parafia Matki Boskiej Częstochowskiej w Bostonie (ang. Our Lady of Czestochowa Parish) – parafia rzymskokatolicka położona w bostońskiej dzielnicy Dorchester w stanie Massachusetts w Stanach Zjednoczonych.
Nazwa parafii jest związana z kultem Matki Boskiej Częstochowskiej.
Jest ona jedną z wieloetnicznych, polonijnych parafii rzymskokatolickich w Nowej Anglii. Podlega terytorialnie pod dzielnicę South Boston w Centralnym regionie w archidiecezji Boston.
Ustanowiona 2 października 1893 roku. W 1898 parafia liczyła już ok. 600 parafian.

## Historia parafii
Pośród imigrantów wielu grup etnicznych, przyjeżdżających do Stanów Zjednoczonych pod koniec XIX wieku, znajdowała się znaczna liczba Polaków, którzy z różnych powodów opuszczali swoją ojczyznę. Stosunkowo wielu z nich osiedliło się w Bostonie, a szczególnie w południowej części miasta Dorchester.
W 1893 roku do włoskiej Parafii Najświętszego Serca (ang., Sacred Heart Parish) w Bostonie, przybył polski kapłan ks. Jan M. Chmieliński.
Polscy imigranci wytypowali spośród siebie przedstawicieli, którzy udali się do arcybiskupa John J. Williams z prośbą o udzielenie pełnomocnictwa ks. Chmielińskiemu, do utworzenia polskiej parafii w Bostonie. Arcybiskup Williams mianował ks. Chmielińskiego duszpasterzem Polaków na Boston, Salem i okolice.
W tym czasie powstało wiele organizacji związanych z parafią takich jak:
- Związek Narodowy Polski (USA) (ang. Polish National Alliance),
- Związek Polek w Ameryce (ang. Polish Women's Alliance of America – PWAA),
- Zjednoczenie Polskie Rzymsko-Katolickie (ang. Polish Roman Catholic Union of America),
- Polskie Towarzystwo Gimnastyczne „Sokół” (ang. Polish Falcons),
- Macierz Polska,
- Towarzystwo Bratniej Pomocy Studentów (pot. Bratniak),
- Towarzystwo św. Anny (ang. St. Anne's Society),
- Polsko-Amerykański Klub Obywatelski (ang. Polish American Citizen Club),
- Koło Dramatu i Śpiewu

W okresie po II wojnie światowej była miejscem skupiającym żołnierzy Polskich Sił Zbrojnych na Zachodzie osiedlonych w okolicach Bostonu. Zrzesza ich Stowarzyszenie Weteranów Armii Polskiej w Ameryce (SWAP) (ang. Polish Army Veterans' Association in America).
W 1986 r. Kardynał Bernard Law podczas wizyty w Polsce, zwrócił się do matki generalnej Zgromadzenia Sióstr Matki Bożej Miłosierdzia (ang. Sisters of Our Lady of Mercy), Siostry Pauliny Słomki, o przysłanie do Bostonu kilku sióstr w celu stworzenia wspólnoty Sióstr Matki Bożej Miłosierdzia. Trzy siostry przybyły do Bostonu 15 września 1988, gdzie założyły tymczasowo klasztor przy obecnej parafii. Był to pierwszy międzynarodowy dom tego zgromadzenia założony poza Polską. 10 października 1993 roku przeniosły się do stałej siedziby przy Neponset Ave. w Dorchester.

## Kościół
W listopadzie 1893 roku ks. Chmieliński zakupił ziemię między Dorchester Ave. a Boston St., na której zbudowano kościół parafialny. 15 lipca 1894 poświęcono fundament, zaś w niedzielę 18 listopada arcybiskup Williams zadedykował budynek, Matce Boskiej Częstochowskiej.
Jesienią 1899 roku podniesiono kościół i usytuowano go frontem do Dorchester Ave. a w podpiwniczeniu kościoła wybudowano salę spotkań. Główne wejście do kościoła wzbogacono arkadą, zbudowano granitowe schody oraz kamienny murek wykończony granitem.
W 1973 roku wybuchł pożar w kościele który dokonał ogromnych zniszczeń. Dzięki poświęceniu parafian kościół wkrótce został odbudowany.
W 2000 roku parafia liczyła około 200 rodzin.

## Duszpasterze
- ks. Jan M. Chmieliński (1893-1934)[6]
- ks. Peter Bartula (1935–1938),
- ks. Edward B. Naguszewski (1938-1940).

Po powierzeniu parafii franciszkanom proboszczami byli:
- o. Michael Cieślik OFMConv (1940-1942)
- o. Stephen Musielak OMConv (1942-1957)[7]
- o. Angelus Zator OFMConv (1957-1966)[8]
- o. Alfred Stopyra OFMConv (1966-1967)
- o. Edwin Agonis OFMConv (1967-1973)
- o. Manual Wolkanowski OFMConv (1973-1979)
- o. John Bambol OFMConv (1979-1985)
- o. Andrew Skiba OFMConv (1985-1991)
- o. Paul Miśkiewicz OFMConv (1991-1994)

W 1994 roku parafia została przejęta przez franciszkanów z Prowincji Matki Bożej Niepokalanej z siedzibą w Warszawie i proboszczami byli kolejno:
- o. Andrzej Sujka OFMConv[9][10] (1994-2000)
- o. Miroslaw Podymniak OFMConv (2001–2006)
- o. Jerzy Auguścik OFMConv (2006-2008)
- o. Andrzej Urbaniak[11][12] OFMConv (2008 – usunięty w 2012)
- o. Jan Łempicki OFMConv (2013-2015)
- o. Jerzy Żebrowski OFMConv (2015-)

## Szkoły parafialne
Przy parafii, jak w większości parafii polskojęzycznych w Stanach Zjednoczonych istnieją szkoły parafialne, utrzymywane z opłat rodziców i dotacji parafialnych.

### Szkoła podstawowa
W 1906 roku sprowadzono trzy siostry zakonne z Zgromadzenia Sióstr Felicjanek z Buffalo, aby rozpoczęły działalność szkoły parafialnej, która początkowo mieściła się w sali pod kościołem. Siostra Maria Hortulane była pierwszą kierowniczką Szkoły Podstawowa pw. św. Marii (ang. St. Mary School) (1906-1908). W roku 1916 w wyniku pożaru uległ zniszczeniu budynek szkoły, ponowne nauczanie rozpoczęto 7 listopada 1921 roku. W pierwszym roku działalności szkoły zapisanych było 103 uczniów, w roku 1926 było ich już 642. Szkoła realizowała program nauczania obowiązujący szkoły katolickie w diecezji, a ponadto w programie była wspólna modlitwa i nauczanie religii. Nauczano także historii i kultury polskiej. Używano w tym celu podręczników w języku polskim. Od 1943 roku, szkoła podstawowa rozpoczęła przyjmowanie dzieci innych narodowości niż polska. Wiele z tych dzieci mieszkało w nowo wybudowanym osiedlu (ang. Old Colony Housing Project). Stworzyło to nową sytuację w szkołę, tworząc dwie grupy w każdej klasie, gdzie w jednej nauczano wszystkich przedmiotów w j. angielskim, a w drugiej grupie w j. angielskim i w j. polskim. Tak sytuacja trwała od 1943 do 1951 roku. Z biegiem lat liczba uczniów z rodzin polskich malała i język polski zastąpiono językiem angielskim.

### Szkoła j. polskiego
Skutkiem przybycia nowej fali imigrantów z Polski w latach 80. i 90. była potrzeba nauki języka polskiego dla ich dzieci. Parafia udostępniła im budynek po byłym Zgromadzeniu Sióstr Felicjanek, gdzie powstała Szkoła Języka Polskiego im. Jana Pawła II. Obecnie placówka podlega Centrali Szkół Dokształcających z siedzibą w Nowym Jorku. Szkołą zarządza rada szkoły oraz dyrekcja.